# Charenton (Louisiana)
Charenton és un CDP a la parròquia de Saint Mary a l'estat de Louisiana. Antigament el lloc s'anomenava Indian Bend, Indian Creek o Lieu dit Chetimakas)Segons el cens del 2000 tenia 4.351 habitants. La localitat és al delta del Mississipi a la riba del Bayou Teche, un distributari del Mississipi, i a mig camí dels nuclis de New Iberia i Morgan City i segons l'Oficina del Cens dels Estats Units, el CDP té una superfície de 13,5 km2 (5,2 milles quadrades), dels quals 12,9 km2(5,0 milles quadrades) 0,6 km2són terra ferma i (0,23 milles quadrades), el 4,79%, son coberts per les aigües.

## Demografia
Segons el cens del 2000, Charenton tenia 1.944 habitants, 677 habitatges, i 492 famílies. La densitat de població era de 129 habitants/km².
Dels 677 habitatges en un 38,3% hi vivien nens de menys de 18 anys, en un 51,7% hi vivien parelles casades, en un 14,2% dones solteres, i en un 27,3% no eren unitats familiars. En el 23,8% dels habitatges hi vivien persones soles el 9,3% de les quals corresponia a persones de 65 anys o més que vivien soles. El nombre mitjà de persones vivint en cada habitatge era de 2,87 i el nombre mitjà de persones que vivien en cada família era de 3,42.
Per edats la població es repartia de la següent manera: un 30,7% tenia menys de 18 anys, un 9,2% entre 18 i 24, un 29,1% entre 25 i 44, un 21,1% de 45 a 60 i un 9,9% 65 anys o més.
L'edat mediana era de 32 anys. Per cada 100 dones de 18 o més anys hi havia 101,3 homes.
La renda mediana per habitatge era de 27.837 $ i la renda mediana per família de 32.426 $. Els homes tenien una renda mediana de 33.235 $ mentre que les dones 20.517 $. La renda per capita de la població era de 12.828 $. Entorn del 26,8% de les famílies i el 27,6% de la població estaven per davall del llindar de pobresa.

## Poblacions properes
El següent diagrama mostra les poblacions més properes.